# Metropolitanato de Morfou
El metropolitanato de Morfou es una de las eparquías de las que se compone la Iglesia ortodoxa de Chipre. Surgió de la reorganización de la diócesis de Solon en 1973, a sugerencia del arzobispo Makarios III. El primer obispo de Morfou fue Chrisanthos Sarigiannis (1973-1997).

## Asiento de la eparquía de Morfou luego de 1974
Debido a la invasión turca a Chipre, dos sedes de diócesis de la Iglesia de Chipre debieron ser transferidas: la de Morfou y la de Kyrenia.
El entonces eparca de Morfou, Crisantos, junto a su séquito, buscó refugio en el monasterio de Kikkos, permaneciendo allí tres meses. A principios de diciembre del mismo año, el eparca y su comitiva fueron trasladados a Evrychou, donde aún hoy tiene su asiento. Esta ubicación se considera temporaria pero desde allí mantiene su antigua circunscripción sobre las localidades que abajo se detallan. El eparca, de hecho, se encuentra impedido de ejercer sus funciones dentro de la República Turca del Norte de Chipre.

## Principales desarrollos luego del cambio de asiento del eparca
La eparquía de Morfou siguió desempeñando un papel importante en la vida espiritual de la isla de Chipre a pesar de su desplazamiento. 
El 19 de julio de 1984, el Eparca de Morphou, Chrysanthos, ayudó a poner la primera piedra de la iglesia del Profeta Elías. La inauguración de la iglesia la realizó el Eparca Neophytos en julio de 2003. 
La iglesia de San Nectario fue construida en 1985, cuando Chrysanthos era eparca. El centro de multidinámico de la aldea de Solea está construida junto a la iglesia. El 30 de enero de 2001 el obispo Neophytos ayudó a sentar la primera piedra para la construcción de una iglesia dedicada a San Athanassia y San Andronicos en la propiedad gimnasio-liceo. El primer sermón de la iglesia tuvo lugar el 9 de octubre de 2002.
Un proyecto importante de la eparquía es el centro de la aldea de Solea. Su construcción se inició mientras Crisantos era eparca y se terminó cuando asumió Neófito. Operado el 1 de mayo de 2001 y dirigido a ofrecer refugio y atención a los ancianos de la aldea y toda la eparquía. El centro de ayuda y proporciona alimentos a los grupos vulnerables de la población. La eparquía de Morfou ha reforzado y mejorado la vida espiritual de Evrychou y sus alrededores.
La eparquía tiene cuatro decanatos: 
- Región de Solea.
- Norte Pitsilias
- Región Marathasa
- Pedini

## Titular de la eparquía
El metropolitano Neófyto de Morphou es el obispo de Morphou de la Iglesia de Chipre.

## Iglesias y parroquias
Las iglesias y parroquias del obispado son:
Agios Dimitrios: Iglesia de Agios Dimitrios
Agios Theodoros: Iglesia de Agios Teodoros.
Agia Marina (Xyliatou): Iglesia de Agia Marina.
Agios Geogios (Kafkalla): Iglesia de Agios Georgios.
Alithinou: Iglesia de Agios Mamas.
Akaki: Iglesia de Nuestra Señora.
Astromeritis: Iglesia de Agio Afxiviou
Deneia: Iglesia de Agios Haralambos
Evrychou: Iglesia de Agios Giorgios y la Iglesia de Agia Marina
Flasou: Iglesia de San Dimitrianos
Galata: Iglesia de Panagia tis Podithou; Iglesia de Panagia Odigitria
Gerakies: Iglesia de Agios Georgios
Kakopetria: Iglesia de Agios Panteleimon
Kaliana: Iglesia de Los santos Joaquín y Ana e Iglesia de la Virgen
Kalopanagiotis: Iglesia de Agia Marina
Kaminaria: Iglesia de San Jorge
Katydata: Iglesia de San Juan el Teólogo
Korakou: Iglesia de Nuestra Señora
Koutrafas: Iglesia de Nuestra Señora
Lagoudera: Iglesia de San Jorge
Lemithou: Iglesia de Nuestra Señora
Linou: Iglesia de Nuestra Señora Pantanassis
Moutoullas: Iglesia de Agia Paraskevi
Nikitari: Iglesia de San Andrés
Oikos: Iglesia de Agia Varvara
Orounta: Iglesia de San Lucas
Palaiomylos: Iglesia de la Santa Cruz
Pedoulas: Iglesia de la Santa Cruz
Peristerona: Iglesia de los Santos Bernabé y Hilarion
Platanistasa: Iglesia de San Miguel Arcángel
Polystypos: Iglesia de San Nicolás
Potamia: Iglesia de San Jorge
Prodromos: Iglesia de San Juan Bautista
Saranti: Iglesia de los Santos Constantino y Elena
Sinaoros: Iglesia de San Juan el Teólogo
Spilia: Iglesia de San Antonio
Temvria: Iglesia de Agia Paraskevi
Tres Elies: Iglesia de Nuestra Señora
Vyzakia: Iglesia de Agia Catalina
Xyliatos: Iglesia de Agios Mamas
Parroquias en zona bajo dominio de la autodenominada República Turca del Norte de Chipre
Morphou: Parroquia de Agios Mamantos: Catedral Metropolitana de San Mamas (Asiento del Obispado).
Parroquia Agia Paraskeuis: Iglesia de Agia Paraskevi
Parroquia de Agios Georgios: Iglesia de Agios Georgios
Agios Georgios Lefkas: Iglesia de Agios Georgios
Agios Nikolaos Lefka: Iglesia de Agios Nikolaos
Agia Marina: Iglesia de Agia Marina
Argaki: Iglesia de San Juan Bautista
Avlona: Iglesia de Agia Marina
Chrysiliou: Iglesia de la Transfiguración.
Kalochorio (Lefkas): Iglesia de Agio Modestou
Kato Zodia: Iglesia de la Santa Cruz
Kapouti: Iglesia de San Jorge
Katokopia: Iglesia de Nuestra Señora Chryseleousis
Kyra: Iglesia de Nuestra Señora Chryseleousis
Lefka: Iglesia de Nuestra Señora Akentous
Massari: Iglesia de San Antonio
Nikitas: Iglesia de Agios Nikitas
Pano Zodia: Iglesia de San Miguel Arcángel
Pentageia: Iglesia de San Nicolás
Petra (Chipre): Iglesia de la Transfiguración
Potamos tou Kambou: Iglesia de San Andrés
Syrianochori: Iglesia de San Nicolás
Xeros: Iglesia de San Nicolás.

## Iglesias declaradas Patrimonio de la Humanidad de la Unesco
Nueve iglesias y monasterios de la época bizantina en la región de Troodos forman parte de la  Lista del Patrimonio Mundial de la Unesco desde 1985. En 2001 se agregó también la Iglesia de Agia Sotira (Transfiguración del Salvador). El interior de estas iglesias está decorado con murales de estilo bizantino y post bizantino.
Las iglesias son:
- Iglesia de Agios Nikolaos tis Stegis (San Nicolás del Techo) – Kakopetria. Pertenece al área metropolitana de Morphou.

- Monasterio de Agios Ioannis (San Juan) Lambadhistis – Kalopanayiotis. Pertenece al área metropolitana de Morphou.

- Iglesia de Panagia (Santísima) Forviotissa (Asinou) – Nikitari. Pertenece al área metropolitana de Morphou.

- Iglesia de Panagia (Santísima) tou Arakou – Lagoudhera. Pertenece al área metropolitana de Morphou.

- Iglesia de Panagia (Santísima) – Moutoullas. Pertenece al área metropolitana de Morphou.

- Iglesia de Archangelos Michael (Arcángel Miguel) – Pedhoulas. Pertenece al área metropolitana de Morphou.

- Iglesia de Timios Stavros (Santa Cruz) – Pelendria.

- Iglesia de Panagia (Santísima) Podhithou – Galata. Pertenece al área metropolitana de Morphou.

- Iglesia de Stavros (Santa Cruz) Ayiasmati – Platanistasa. Pertenece al área metropolitana de Morphou.

- Iglesia de Agia Sotira (Transfiguración del Salvador) – Palaichori.